# Overscoring
Overscoring (Engelsk titel: She's Out of My League) er en amerikansk romantisk komedie fra 2010. Den er instrueret af Jim Field Smith og skrevet af Sean Anders og John Morris. Filmen blev filmet i Pittsburgh. Hovedpersonerne spilles af Jay Baruchel og Alice Eve og blev produceret af Jimmy Miller for Paramount Pictures og DreamWorks. Produktionen af filmen blev færdig i 2008, men filmen havde ikke premiere i USA indtil den 12. marts 2010.

## Handling
Kirk Kettner, der en helt almindelig fyr i slutningen af 20'erne, møder den perfekte kvinde, men hans manglende selvtillid og påvirkninger fra venner og familie sætter forholdet i oprør.

## Medvirkende
- Jay Baruchel – Kirk Kettner
- Alice Eve – Molly McCleish
- Krysten Ritter – Patty
- T. J. Miller – Wendell aka "Stainer"
- Nate Torrence – Devon
- Mike Vogel – Jack
- Lindsay Sloane – Marnie
- Kim Shaw – Katie McCleish
- Jasika Nicole – Wendy
- Debra Jo Rupp – Mrs. Kettner
- Adam LeFevre – Mr. Kettner
- Kyle Bornheimer – Dylan Kettner
- Hayes MacArthur – Ron
- Geoff Stults – Cam Armstrong
- Jessica St. Clair – Debbie
- Trevor Eve – Mr. McCleish
- Sharon Maughan – Mrs. McCleish